# امانوئل کلمنت-دمانژ
امانوئل کلمنت-دمانژ (انگلیسی: Emmanuel Clément-Demange؛ زادهٔ ۴ فوریهٔ ۱۹۷۰) بازیکن فوتبال اهل فرانسه است.
از باشگاه‌هایی که در آن بازی کرده‌است می‌توان به باشگاه فوتبال والنسین اشاره کرد.